# Bělorusko na letních olympijských hrách
Bělorusko na letních olympijských hrách startuje od roku 1996. Toto je přehled účastí, medailového zisku a vlajkonošů na dané sportovní události.

## Účast na Letních olympijských hrách
| Dějiště LOH            | LOH      | Vlajkonoš                   | Zlatá medaile | Stříbrná medaile | Bronzová medaile | Celkem |
| ---------------------- | -------- | --------------------------- | ------------- | ---------------- | ---------------- | ------ |
| 1996 Atlanta           | LOH 1996 | Igor Astapkovič             | 1             | 6                | 8                | 15     |
| 2000 Sydney            | LOH 2000 | Sergej Lištvan              | 3             | 3                | 11               | 17     |
| 2004 Athény            | LOH 2004 | Alexandr Medveď             | 2             | 5                | 6                | 13     |
| 2008 Peking            | LOH 2008 | Alexandr Romaňkov           | 3             | 4                | 7                | 14     |
| 2012 Londýn            | LOH 2012 | Max Mirnyj                  | 2             | 5                | 3                | 10     |
| 2016 Rio de Janeiro    | LOH 2016 | Vasil Kiryienka             | 1             | 4                | 4                | 9      |
| 2020 Tokio             | LOH 2020 | Hanna Marusava Mikita Tsmyh | 1             | 3                | 3                | 7      |
| 2024 Paříž             | LOH 2024 |                             |               |                  |                  | x      |
| Celkem                 | 7        |                             | 13            | 30               | 42               | 85     |
| Zdroj na Olympedia.org |          |                             |               |                  |                  |        |